# Kádár Ambrus
Kádár Ambrus (Aknasugatag (Máramaros vármegye), 1845. február 14. – Szatmárnémeti, 1911. március 9.) teológiai doktor és kanonok.

## Élete
A főgimnáziumot Szatmárnémetiben végezte; a teológiai tanfolyamot, mint a Pázmányintézet növendéke a bécsi egyetemen hallgatta. 1872. július 19-én szentelték pappá. 1872-től 1874-ig a bécsi Szent Ágostonról nevezett felsőbb nevelőintézet tagja volt. 1874. november 1-től a szatmári egyházmegyei hivatalnál alkalmaztatott mint iktató; 1875-ben teológiai doktor, püspöki szertartó, szentszéki aljegyző, 1877-ben szentszéki jegyző, 1877. december 30-án püspöki titkár, 1882-ben szentszéki ülnök, 1884 novemberében pápai kamarás, 1887-ben tiszteletbeli kanonok és 1892-ben a püspöki iroda igazgatója, 1893-tól kanonok és a papnevelőintézet rektora, 1897-ben székesegyházi főesperes, 1898-ban bényi prépost és püspöki helynök, 1884-ben pápai kamarás, 1904-ben pápai prelátus, 1907-ben vikárius lett. A Szent István Társulat irodalmi szakosztályának is tagja volt.
A Religióba (1876-85.) egyházjogi cikket írt; értekezései jelentek meg a Katholikus Theológiai Folyóiratban (1883-tól); a Bölcseleti Folyóiratban (1889. Boëtius bölcseleti hatása); a szatmári Heti Szemlében (1897. 10. sz. A szatmári püspöki megye megalapításának kulturalis hatása).

## Munkái
- Az egyházi törvényhozás társadalmi jelentősége. Szatmár, 1882.
- A világi hivek közreműködése az egyházban. Bpest, 1890.